# Долгопрудненское кладбище
Долгопрудненское центральное городское кладбище — закрытое для свободных захоронений кладбище, расположенное в городе Долгопрудный, Московская область. Адрес кладбища: город Долгопрудный, Лихачёвский проезд, дом 1.
Делится на Центральное и Южное, имеет 2 входа — Центральный и Северный. Общая площадь кладбища составляет 57 га. Кладбище находится в оперативном управлении ГБУ г. Москвы «Ритуал».

## История

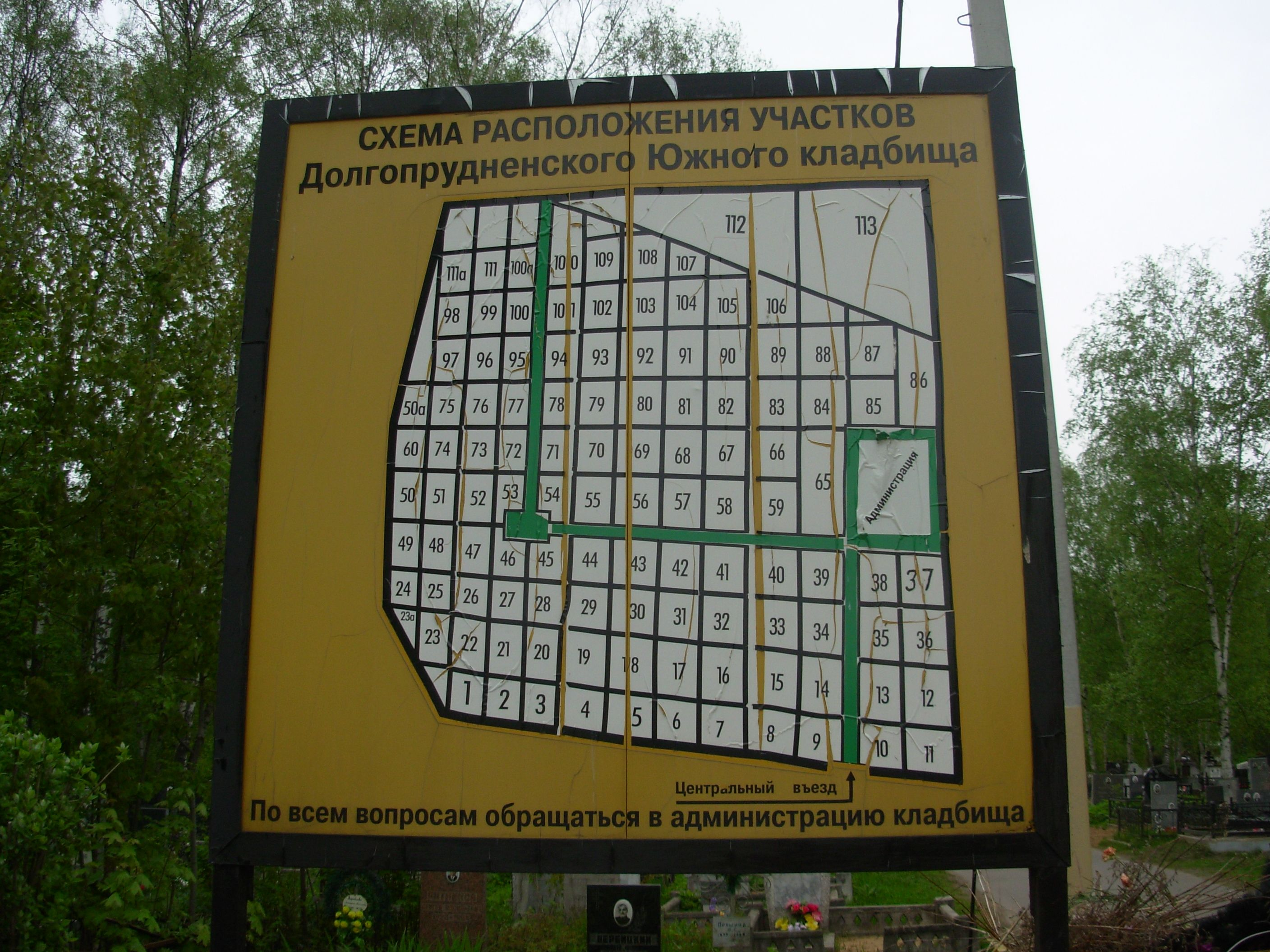
Схема Южного кладбища

Долгопрудненское центральное городское кладбище открыто для захоронений в 1957 году, в 1971 году было расширено.
Южное кладбище открыто 23 января 1975 года решением Исполкома Моссовета № 128 на месте деревни Гнилуши на севере Москвы. Площадь — 27 Га.
Территория благоустроена, между участками с захоронениями проложены широкие асфальтированные дорожки.
На территории кладбища расположены два храма: Георгия Победоносца и Сергия Радонежского.
Имеется колумбарий.
В 1979 году кладбище было закрыто для захоронений и на его территории производились только родственные и семейные захоронения, однако впоследствии кладбище вновь было открыто для захоронений на новых сервисных участках. Тем не менее, на новых участках захоронения производятся редко в связи с чрезвычайно высокой их стоимостью.
Рядом с кладбищем находится Химкинский полигон твёрдых бытовых отходов, представляющий собой гору мусора высотой 120м (закрыт с 26 июля 2012 года).

## Галерея

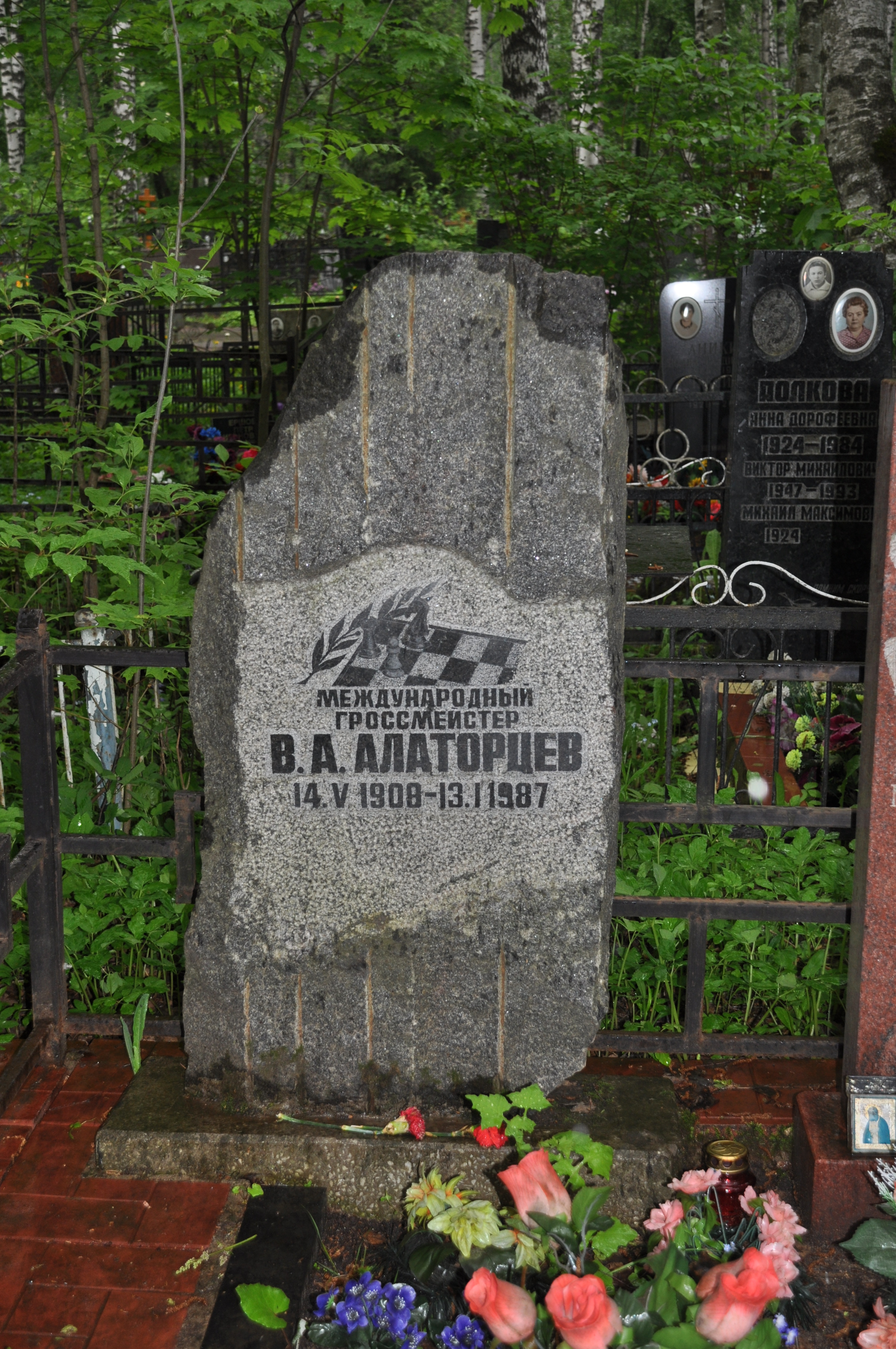
Могила шахматиста Владимира Алаторцева
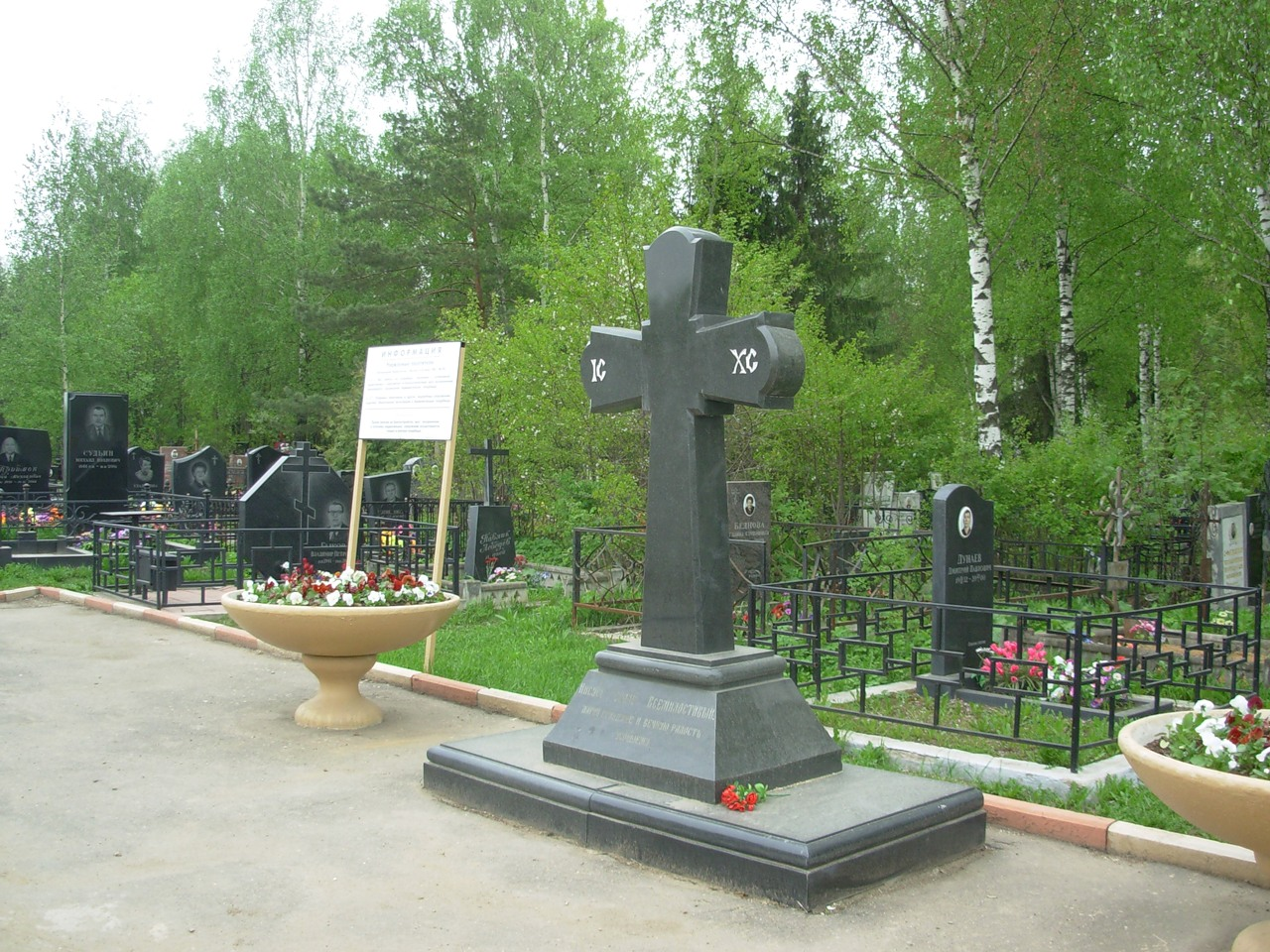
Северный вход на кладбище со стороны дер. Гнилушки
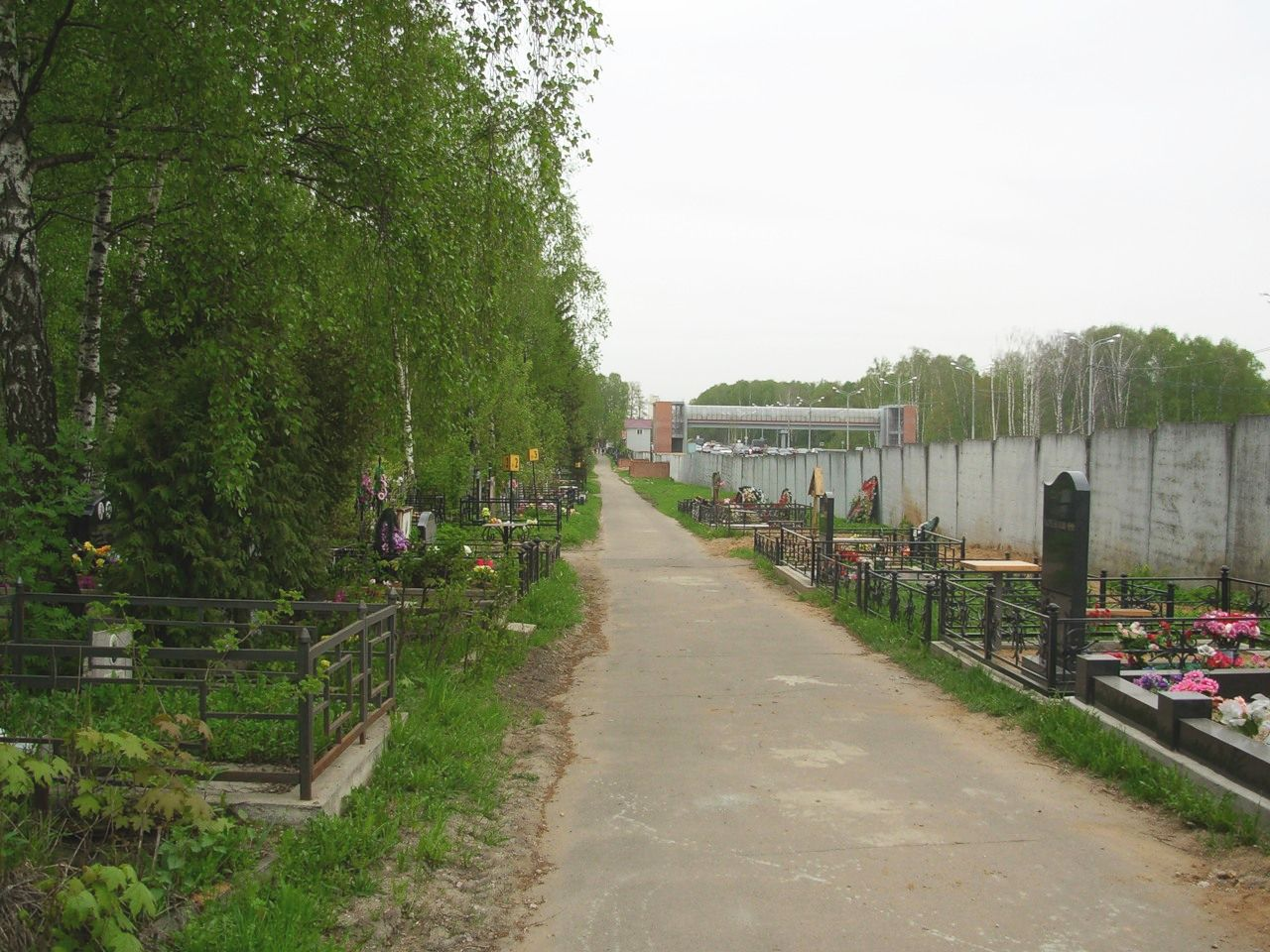
Южная часть кладбища
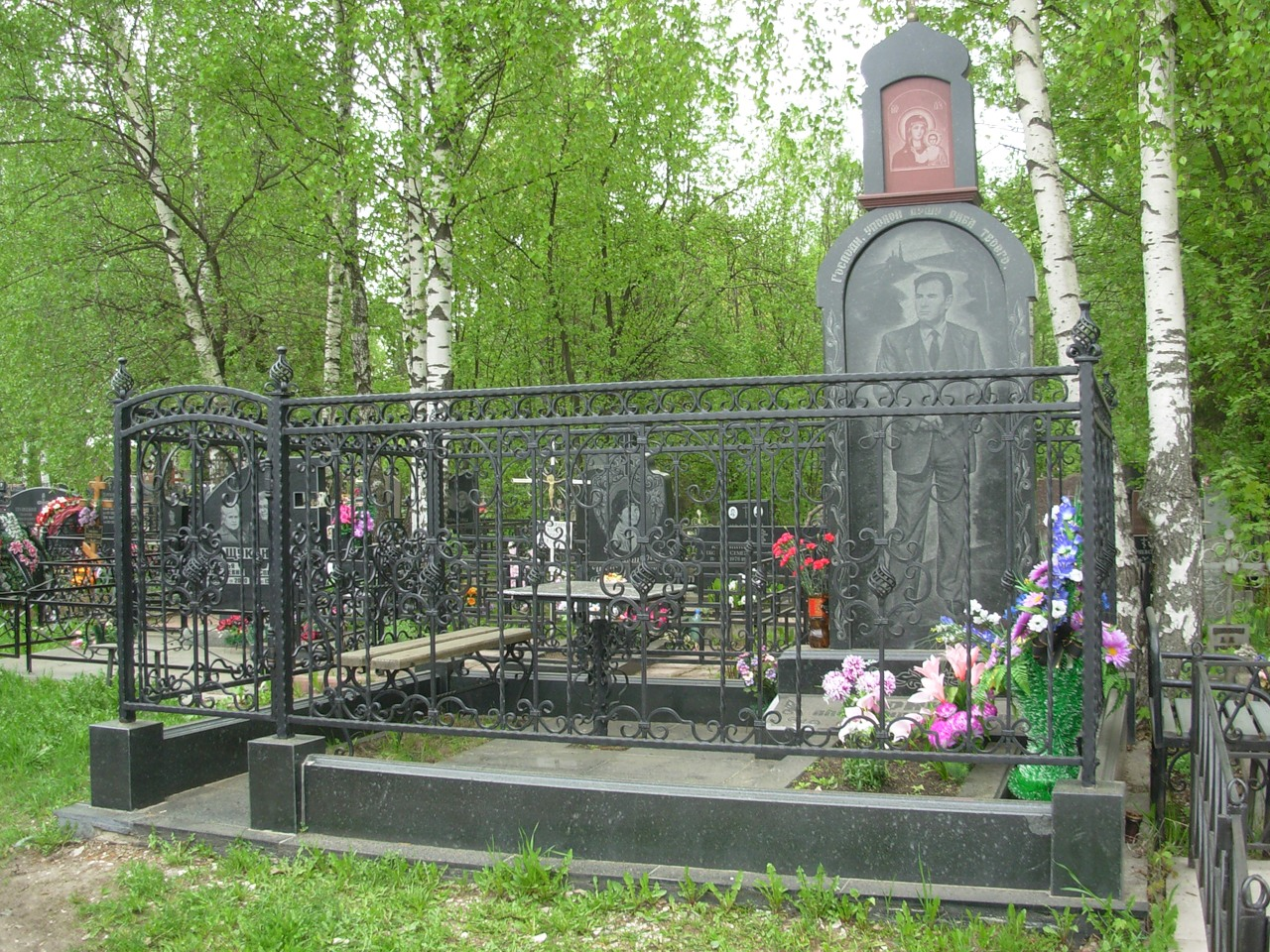
На Долгопрудненском кладбище
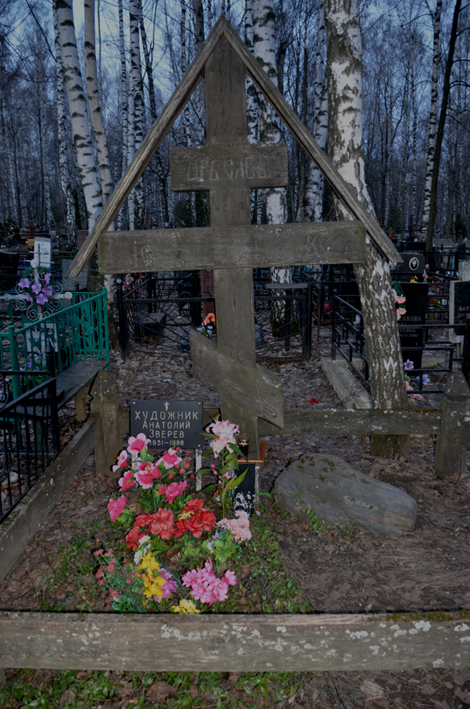
Могила художника Анатолия Зверева
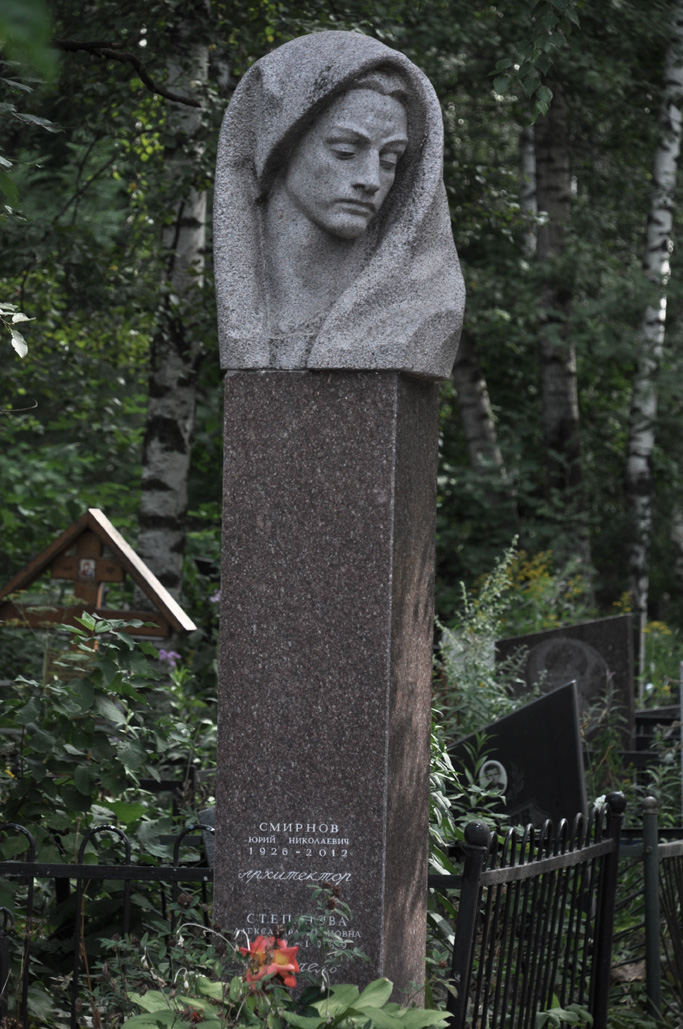
Надгробие на могиле архитектора Юрия Смирнова
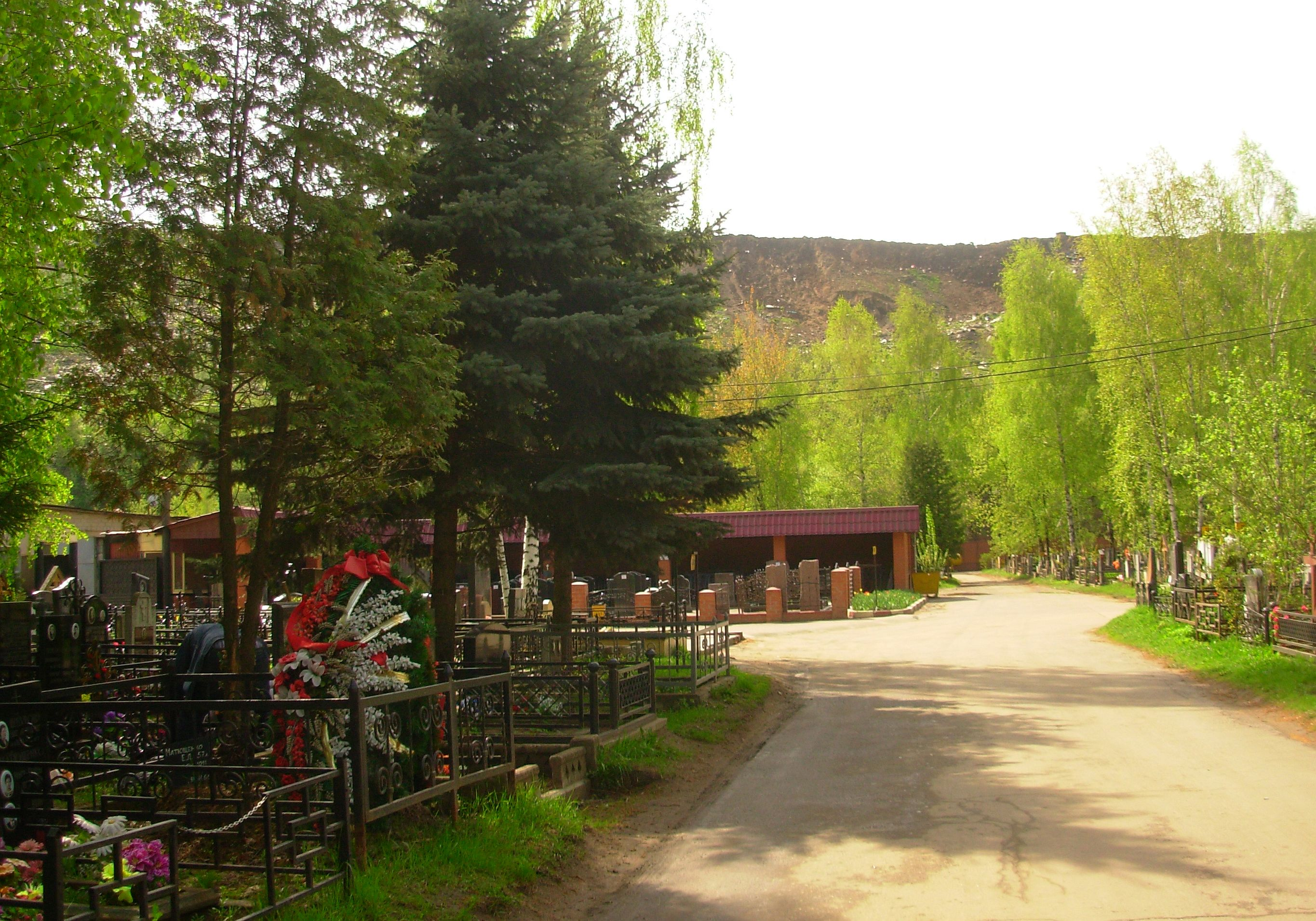
Администрация кладбища
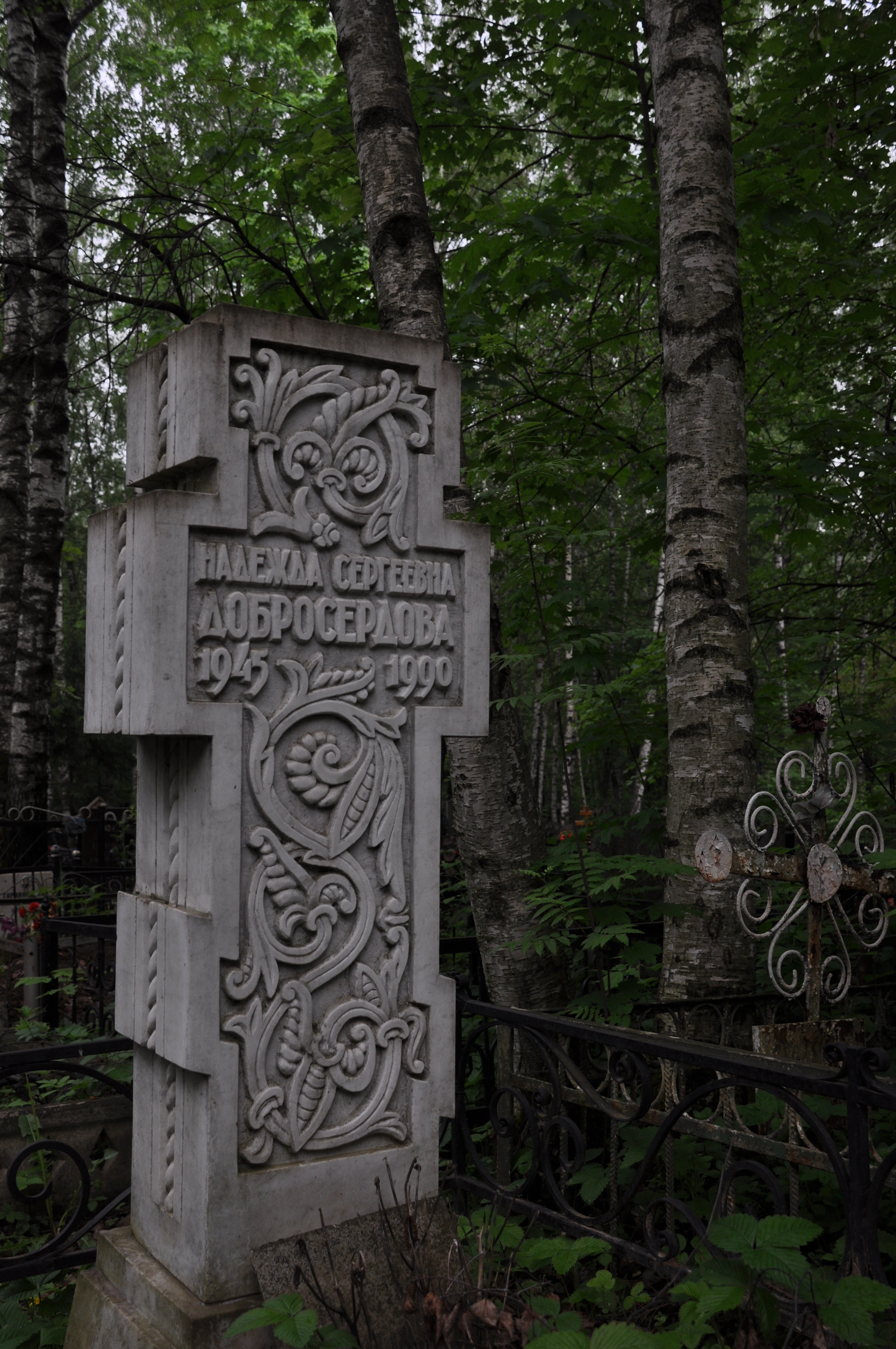
Надгробие на могиле художника Надежды Добросердовой